# Podocarpus guatemalensis
Podocarpus guatemalensis és una espècie de conífera de la família Podocarpaceae, pròpia d'Amèrica. Està amenaçada d'extinció per destrucció de l'hàbitat.

## Distribució
Podocarpus guatemalensis viu a Belize, Colòmbia, Costa Rica, El Salvador, Guatemala, Hondures, Mèxic, Panamà i Veneçuela.

## Característiques
Arriba a fer fins a 30 m d'alt amb un diàmetre del tronc de 80 cm, la capçada és estreta l'escorça és bruna-vermellosa, esquamosa. Les fulles són simples, alternes, lanceolades de 6-10 cm de llargada i 1-1,5 cm d'amplada. La floració és dioica, rarament monoica. No té pinyes masculines, les femenines són cilíndriques. Les llavors són el·líptiques de 6-9 mm de llargada, 5 mm d'amplada, amb la cresta cònica.